# Proteste in Kirgisistan 2020

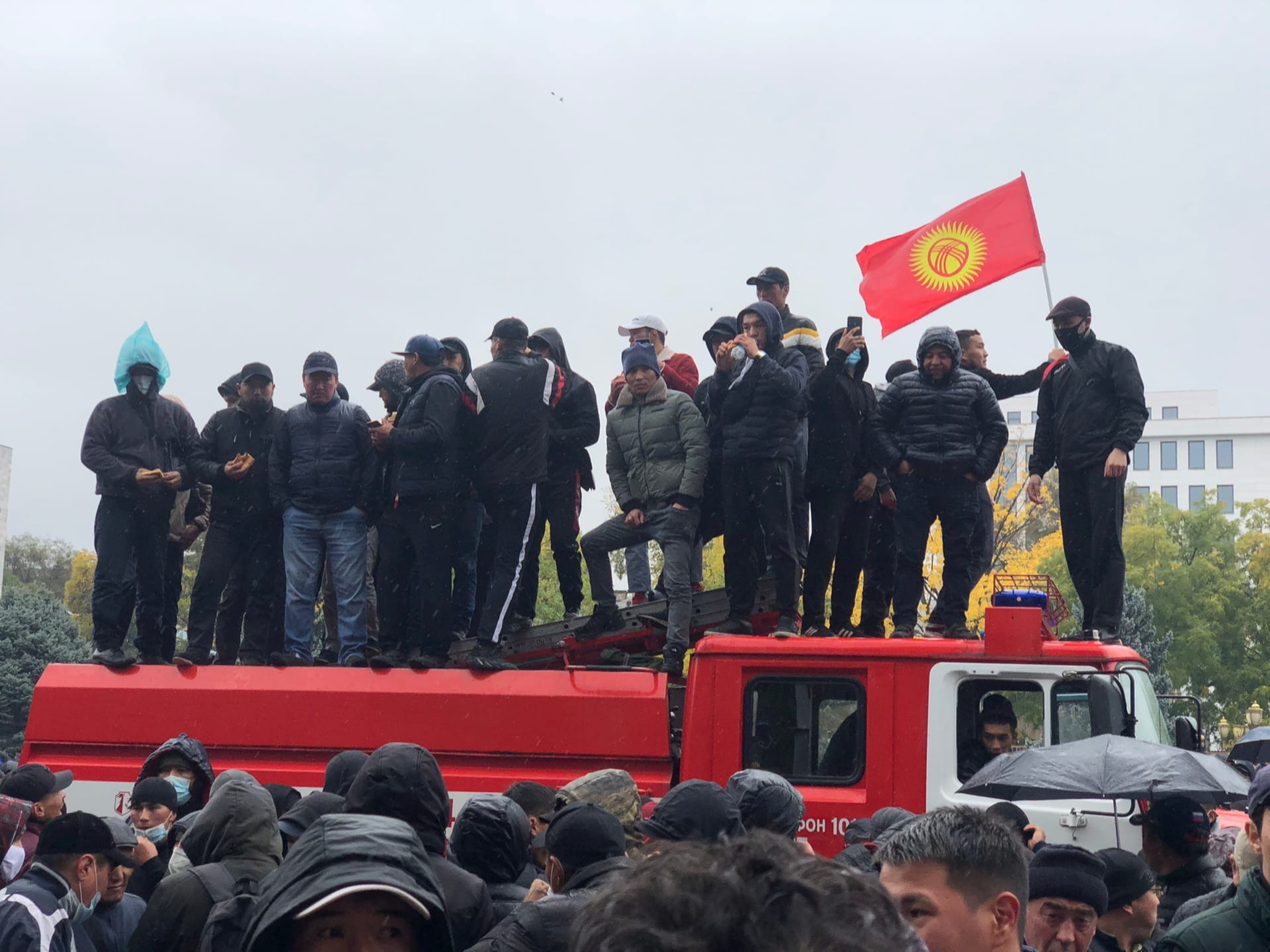
Szene der Proteste vom 6. Oktober

Die Proteste in Kirgisistan 2020 begannen am 4. Oktober 2020, dem Tag der Parlamentswahl in Kirgisistan 2020, und führten binnen weniger Tage zum Rücktritt der Regierung um Kubatbek Boronow und des kirgisischen Präsidenten Sooronbai Dscheenbekow.
Anlass der Proteste waren Hinweise auf die Manipulation der Parlamentswahl, insbesondere durch den Kauf von Wählerstimmen. Noch am Abend des Wahltags gaben führende Oppositionspolitiker aufgrund dessen bekannt, das Wahlergebnis nicht anerkennen zu wollen, und es kam zu ersten Protesten in der Hauptstadt Bischkek. Diese gipfelten in der Erstürmung von Regierungsgebäuden in Bischkek, darunter dem Weißen Haus, in dem sich unter anderem das Büro des Präsidenten befindet. Bei Zusammenstößen zwischen rivalisierenden Gruppen sowie zwischen Protestierenden und der Polizei gab es mehr als Tausend Verletzte, ein Mann starb. Präsident Sooronbai Dscheenbekow rief die Protestierenden zur Mäßigung und zur Beendigung der Massenproteste auf. Premierminister Kubatbek Boronow trat in Folge der Proteste mitsamt seiner Regierung zurück und Sadyr Dschaparow wurde unter umstrittenen Umständen sein Nachfolger. In den Folgetagen verhängte Dscheenbekow den Ausnahmezustand, ordnete eine nächtliche Ausgangssperre an und erteilte dem Militär den Auftrag, die Unruhen zu beenden. Am 15. Oktober trat Dscheenbekow schließlich selbst zurück, Dschaparow übernahm kommissarisch auch das Amt des Präsidenten und stieg damit zum mächtigsten Mann in der kirgisischen Politik auf. Durch seinen Sieg bei der Präsidentschaftswahl 2021 festigte Dschaparow seine Machtposition und nutzte diese für weitreichende Reformen des politischen Systems Kirgisistans im Zuge des Verfassungsreferendums 2021, das die Rückkehr zu einem präsidentiellen Regierungssystem ermöglichte.

## Hintergrund

### Politische Gemengelage vor der Parlamentswahl
Mit der Parlamentswahl 2020 endete eine fünfjährige Legislaturperiode, die von wechselnden Mehrheiten im Parlament und einer großen personellen Fluktuation in politischen Ämtern geprägt war. Die dominierende Partei war über die gesamte Legislaturperiode hinweg die Sozialdemokratische Partei Kirgisistans (SDPK), die mit wechselnden Koalitionspartnern die Regierung bildete. Im Laufe der Legislaturperiode wurde die Partei allerdings durch einen internen Machtkampf zwischen Präsident Sooronbai Dscheenbekow und seinem Vorgänger Almasbek Atambajew geschwächt und zerfiel durch mehrere Abspaltungen, sodass sie bei der Parlamentswahl 2020 nicht mehr antrat. Damit stand im Vorfeld der Wahl bereits fest, dass sich die politischen Mehrheitsverhältnisse verändern würden, wobei insbesondere die Parteien Birimdik und Mekenim Kirgisistan um die Nachfolge der SDPK als stärkste Fraktion im kirgisischen Parlament bemüht waren. Die Partei Birimdik wies dabei enge personelle Verflechtungen mit der SDPK auf, während die Partei Mekenim Kirgisistan insbesondere mit Raimbek Matraimow, einem einflussreichen kirgisischen Geschäftsmann, der inzwischen im Zentrum der Ermittlungen zu einem der größten Finanzskandale in der kirgisischen Geschichte steht, assoziiert wird. Neben dieser politischen Unsicherheit prägten die Folgen der COVID-19-Pandemie in Kirgisistan die politische Gemengelage im Jahr 2020. Die Pandemie deckte Schwächen des kirgisischen Sozial- und Gesundheitssystems auf und führte in breiten Bevölkerungsschichten zu einer gesteigerten Unzufriedenheit, die zur politischen Polarisierung beitrug.
Die politische Bedeutung der Wahl und die weitverbreitete Unzufriedenheit führten bereits im Wahlkampf zu Protesten und Ausschreitungen, bei denen zahlreiche Menschen verletzt wurden. Darüber hinaus prägten bereits vor der Wahl gegenseitige Vorwürfe der Wahlmanipulation die politische Auseinandersetzung, wobei Nichtregierungsorganisationen und Oppositionsparteien insbesondere vor dem Kauf von Stimmen und dem Missbrauch staatlicher Ressourcen durch die finanzstarken Parteien Birimdik und Mekenim Kirgisistan warnten.

### Wahlergebnis
Die Zentrale Wahlkommission gab bereits kurz nach der Schließung der Wahllokale am Abend des 4. Oktobers erste vorläufige Ergebnisse der Parlamentswahl bekannt. Als Ergebnis der Parlamentswahl vom 4. Oktober 2020 veröffentlichte die Zentrale Wahlkommission folgende Zahlen:
| Partei                                     | Stimmen | Stimmen | Sitze  | Sitze |
| Partei                                     | Anzahl  | %       | Anzahl | +/−   |
| ------------------------------------------ | ------- | ------- | ------ | ----- |
| Birimdik                                   | 481.950 | 24,52 % | 46     | +46   |
| Mekenim Kirgisistan                        | 467.282 | 23,77 % | 45     | +45   |
| Kirgisistan-Partei                         | 170.887 | 8,69 %  | 16     | −2    |
| Butun Kirgisistan                          | 143.424 | 7,3 %   | 13     | +13   |
| Mekentschil                                | 134.926 | 6,86 %  | 0      | ±0    |
| Respublika                                 | 113.265 | 5,76 %  | 0      | −28 1 |
| Ata Meken                                  | 79.457  | 4,04 %  | 0      | −11   |
| Yiman Nuru                                 | 66.137  | 3,36 %  | 0      | ±0    |
| Bir Bol                                    | 59.923  | 3,05 %  | 0      | −12   |
| Chon Kazat                                 | 45.667  | 2,32 %  | 0      | ±0    |
| Zamandash                                  | 42.292  | 2,15 %  | 0      | ±0    |
| Sozialdemokraten Kirgisistans              | 41.577  | 2,12 %  | 0      | ±0    |
| Reforma                                    | 32.313  | 1,64 %  | 0      | ±0    |
| Meken Yntymagy                             | 12.324  | 0,63 %  | 0      | ±0    |
| Ordo                                       | 4.290   | 0,22 %  | 0      | ±0    |
| Partei der Veteranen des Afghanistankriegs | 3.397   | 0,17 %  | 0      | ±0    |
| Sozialdemokratische Partei Kirgisistans    | -       | -       | 0      | −38   |
| Önügüü-Progress                            | -       | -       | 0      | −13   |
| Ablehnung aller Parteien                   | 35.097  | 1,79 %  | -      | -     |

1 Respublika kandidierte 2015 im Bündnis mit der Partei Ata Schurt

## Chronologie der Proteste

### Erste Reaktionen
Nachdem oppositionelle Parteien bereits im Vorfeld der Wahl Bedenken geäußert hatten, dass die Wahl durch den Missbrauch staatlicher Ressourcen und den Kauf von Stimmen manipuliert werden könne, sahen diese sich nach der Wahl bestätigt. Bereits am Tag der Wahl kursierten zahlreiche Videos im Internet, die unter anderem zeigen, wie Wähler vor Wahllokalen von Parteihelfern angesprochen werden und nach Abgabe ihrer Stimme diese mit einem Foto des Stimmzettels dokumentieren, um anschließend eine Belohnung für ihr Abstimmungsverhalten zu erhalten. Ein weiteres Video, das sich in Kirgisistan schnell verbreitete, zeigt zwei Wahlhelfer, die zahlreiche Stimmzettel in eine Wahlurne schieben. Neben diesen Videos kam es zu zahlreichen Meldungen von Unregelmäßigkeiten während der Wahl, unter anderem wurde ein körperlicher Angriff gegen ein Reporterteam nahe einem Wahllokal bekannt. Basierend auf diesen Vorwürfen kam es noch am Abend des Wahltags zu ersten Protesten. Mehrere Parteien erkannten das Wahlergebnis nicht an und kritisierten den Verlauf der Wahl. Almambet Schikmanatow, Vorsitzender der Partei Bir Bol, kritisierte den Kauf von Stimmen und sprach zudem von einer technischen Benachteiligung der Opposition durch die Zentrale Wahlkommission, da diese angeblich weniger Stimmen für Oppositionsparteien registriert habe, als tatsächlich abgegeben worden waren. Auch seitens der Sozialdemokraten Kirgisistans wurde das Wahlergebnis nicht anerkannt, stattdessen riefen führende Parteimitglieder zu gemeinsamen Protesten der Opposition gegen das Wahlergebnis auf. Janar Akaew, Vorsitzender der Partei Ata Meken, bezeichnete die Wahl als die „unsauberste Wahl in der kirgisischen Geschichte“ und kündigte Gespräche mit anderen Oppositionsparteien an. Diese mündeten schließlich in der Bildung eines Koordinierungsrates, der von elf Oppositionsparteien mitgetragen wurde.

### Massenproteste und Besetzung von Regierungsgebäuden

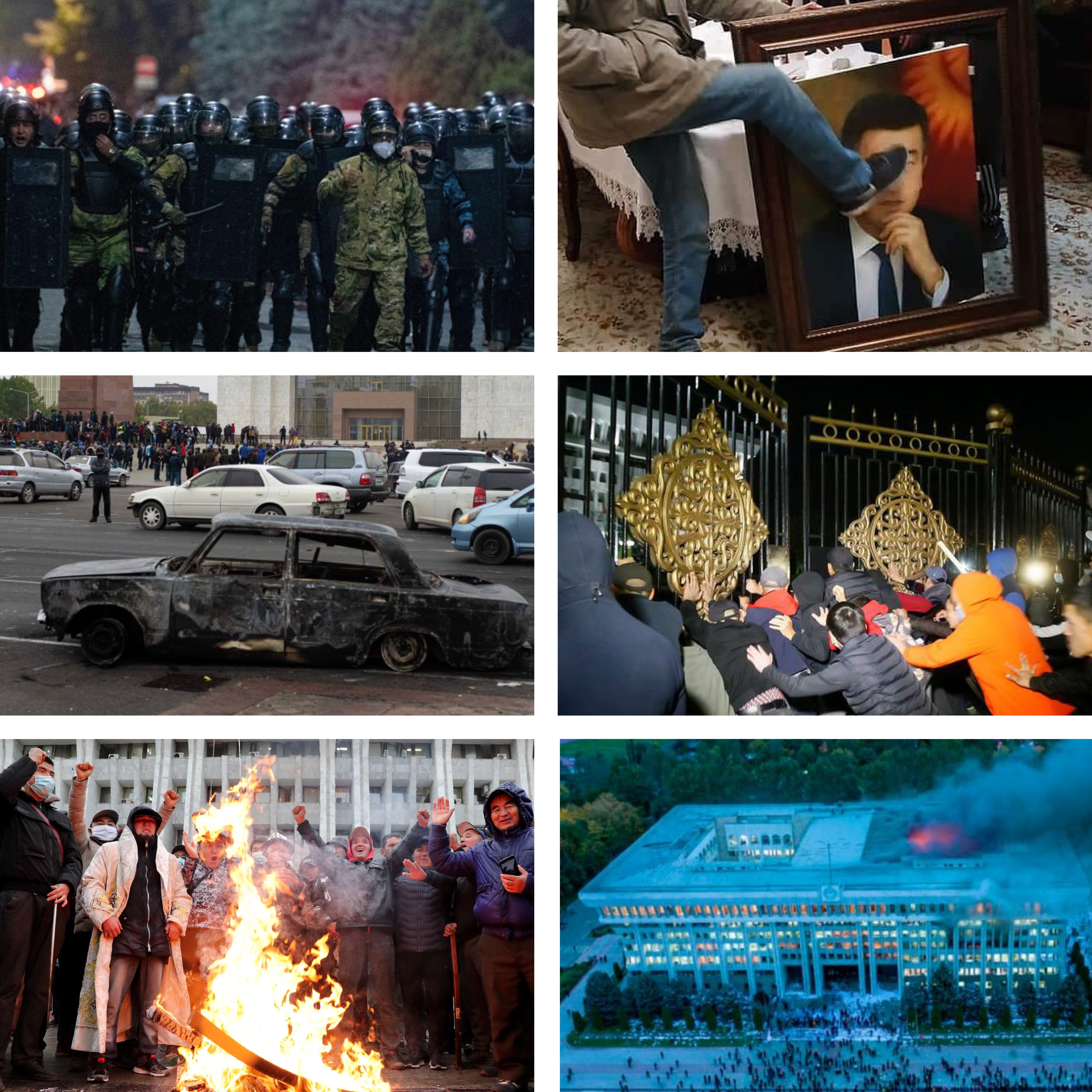
Bilder von der Erstürmung des Weißen Haus in Bischkek

Am Vormittag des 5. Oktobers versammelten sich circa 5.000 Menschen auf dem zentralen Ala-Too-Platz in Bischkek und folgten damit dem Aufruf der Parteien des Koordinierungsrates. Am Abend des 5. Oktobers versuchten Demonstranten, das Weiße Haus in Bischkek, in dem sich unter anderem das Büro des Präsidenten befindet, zu stürmen. Die Polizei reagierte darauf mit dem Einsatz von Gummigeschossen und Tränengas und räumte vorerst den Ala-Too-Platz. In den folgenden Stunden gab es immer wieder Zusammenstöße zwischen Demonstranten und Sicherheitskräften in verschiedenen Teilen der Stadt. Dabei kam es zu zahlreichen Steinwürfen auf Beamte, teilweise errichteten die Demonstranten brennende Barrikaden in den Straßen der Hauptstadt. Am 6. Oktober, kurz nach Mitternacht kirgisischer Zeit, versammelten sich Demonstranten erneut auf dem Ala-Too-Platz und versuchten, das Weiße Haus zu stürmen, was ihnen diesmal gelang. Einige Demonstranten kletterten über die Zäune, ein Tor zu dem Gebäude wurde eingerissen. Im Inneren des Gebäudes besetzten Demonstranten das Büro des Präsidenten und rissen Bilder des amtierenden Präsidenten von den Wänden, in einigen Teilen des Gebäudes waren Flammen zu sehen. In der Nacht vom 5. auf den 6. Oktober wurde zudem der vormalige Präsident Almasbek Atambajew befreit, der in Bischkek unter anderem wegen Korruptionsvorwürfen in Untersuchungshaft saß.
Nach Angaben des Gesundheitsministeriums vom 6. Oktober wurden während der Auseinandersetzungen zwischen der Polizei und den Demonstranten insgesamt 600 Menschen verletzt, eine Person starb. Auch nach den Ausschreitungen der vorangegangenen Nacht gingen die Proteste weiter, Forderungen der Demonstranten waren die Annullierung des Wahlergebnisses und der Rücktritt des Präsidenten. Die politischen Entwicklungen führten zu einer Welle von Rücktritten und Absetzungen von Amtsträgern im ganzen Land, unter anderem legte der amtierende Premierminister Kubatbek Boronow sein Amt nieder. Präsident Dscheenbekow warf unterdessen „bestimmten politischen Kräften die Verletzung der öffentlichen Ordnung“ vor und forderte die Vorsitzenden der Oppositionsparteien auf, ihre Anhänger zu beruhigen und von den Massendemonstrationen fernzubleiben. Zudem kündigte der kirgisische Präsident eine vollständige Untersuchung der Vorwürfe der Wahlmanipulation an. Noch am selben Tag gab die Zentrale Wahlkommission die Annullierung der Parlamentswahl vom 4. Oktober bekannt.

### Verhängung des Ausnahmezustandes und zunehmende Zersplitterung
Trotz dieser Zugeständnisse wurden die Demonstrationen in Bischkek und anderen Städten des Landes fortgesetzt. Durch den Rücktritt der Regierung um Premierminister Boronow entstand ein Machtvakuum, das verschiedene Gruppen zu ihren Gunsten nutzen wollten. Das Parlament trat dabei nicht als Ganzes zusammen, sondern zersplitterte in mehrere Gruppen von Abgeordneten, die an verschiedenen Orten in der Hauptstadt tagten, unter anderem um einen neuen Premierminister zu wählen. Die größte Gruppe von Abgeordneten versammelte sich am 7. Oktober in einem Hotel in Bischkek und wählte Sadyr Dschaparow zum neuen Premierminister. Dschaparow wurde erst im Rahmen der Proteste nach der Parlamentswahl aus dem Gefängnis befreit, wo er wegen des Vorwurfs der Geiselnahme inhaftiert war. Seine Wahl zum Premierminister am 7. Oktober war nach der Verfassung der Kirgisischen Republik nicht legitim, da weder mehr als die Hälfte der 120 Abgeordneten des kirgisischen Parlaments für den Kandidaten gestimmt hatten, noch die formale Zustimmung des Präsidenten für die Nominierung Dschaparows vorlag. Der Präsident hielt sich zu diesem Zeitpunkt an einem unbekannten Ort in der Nähe Bischkeks auf und äußerte sich nicht unmittelbar zu der unübersichtlichen Situation in Kirgisistan. Seine einzigen Äußerungen stammen aus einem Interview, das er gegenüber der BBC gab. Darin gab er an, bereit zu sein, „Verantwortung an starke Anführer zu geben, egal welcher Gruppe diese angehören“.

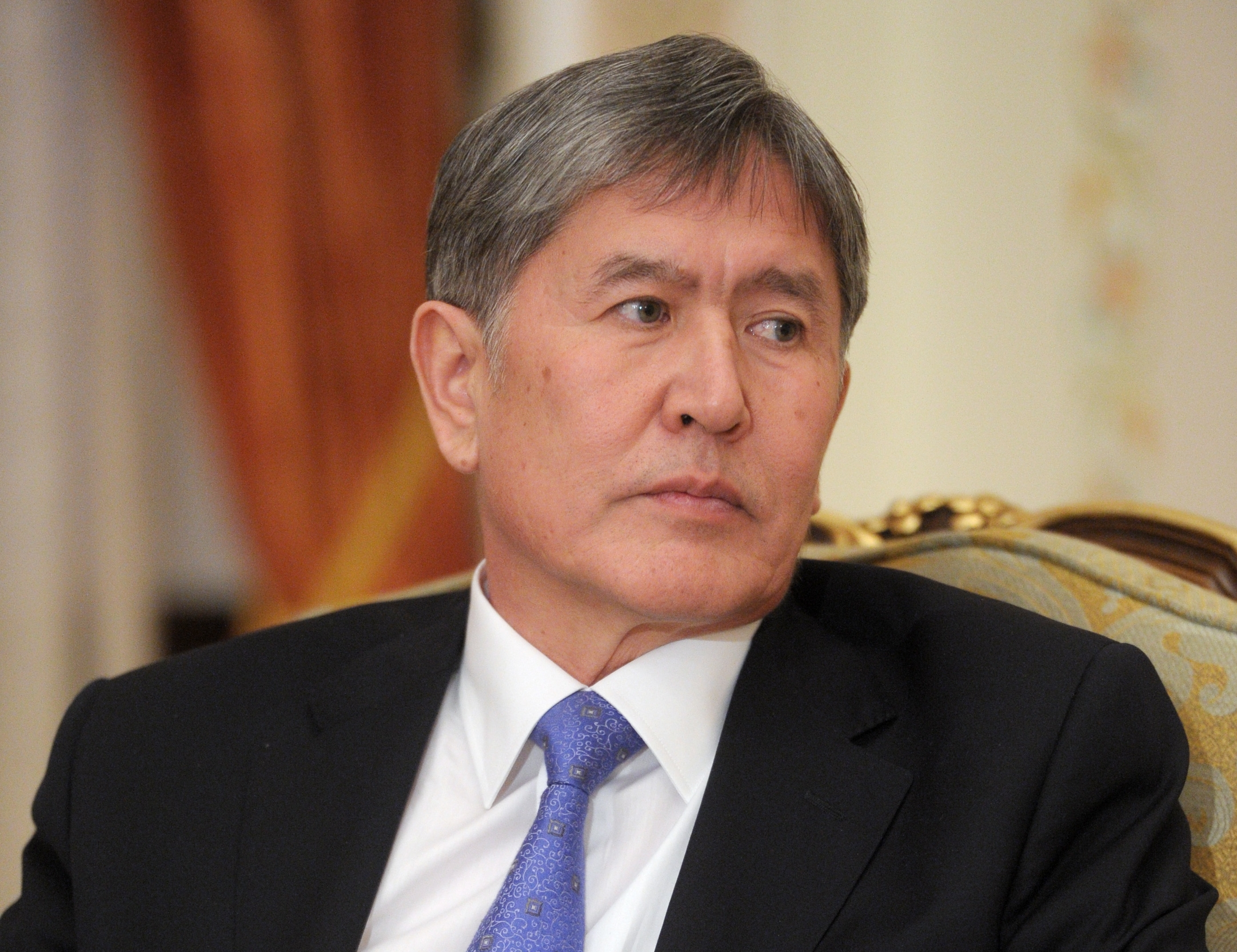
Ex-Präsident Almasbek Atambajew

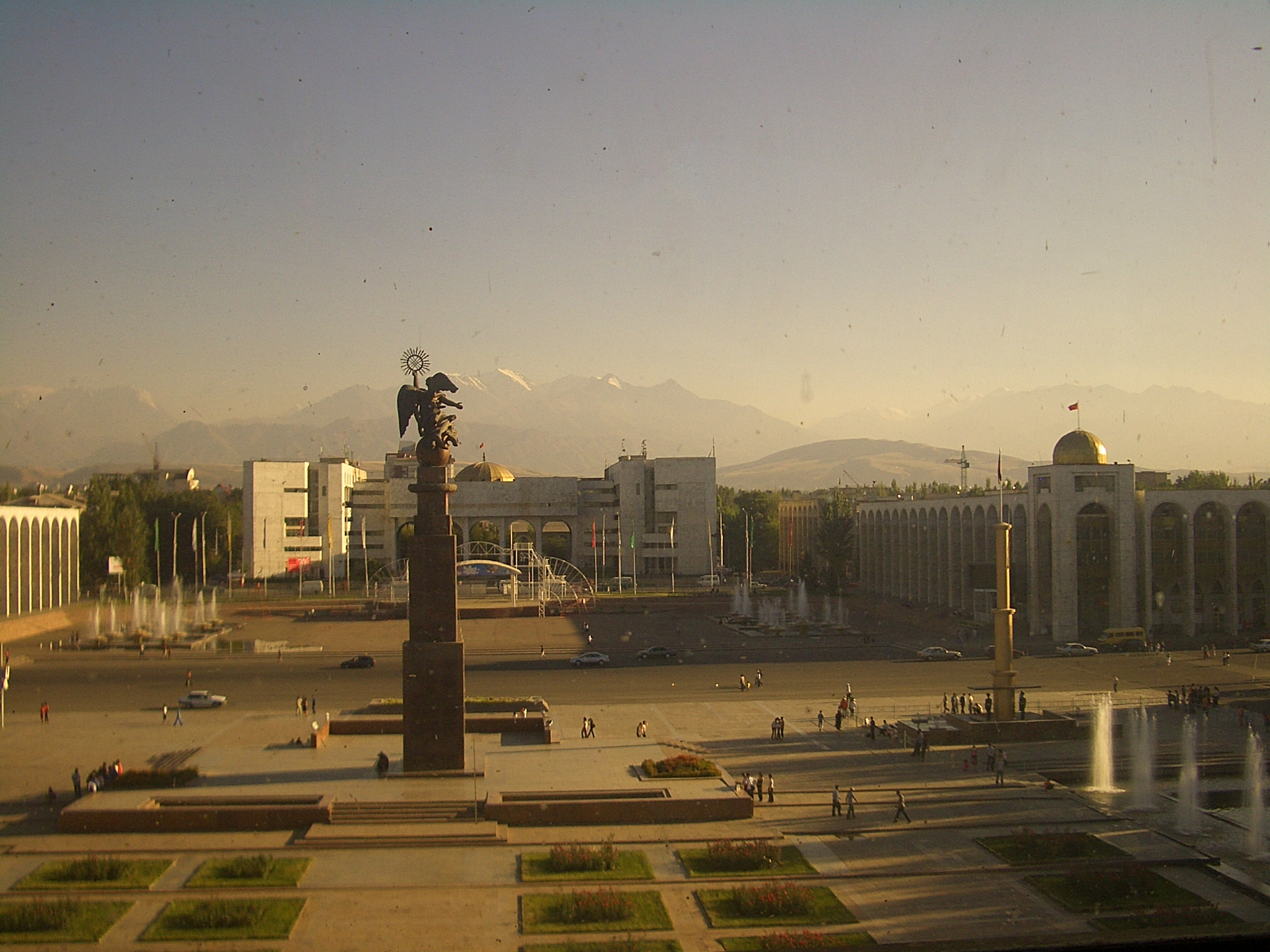
Blick auf den zentralen Ala-Too-Platz in Bischkek

Nach anhaltenden Massenprotesten kündigte Dscheenbekow am Morgen des 9. Oktobers an, zurücktreten zu wollen, wenn eine neue Regierung gebildet und Neuwahlen terminiert seien. Er begründete diesen Schritt mit der Notwendigkeit einer schnellen Wiederherstellung der Rechtsstaatlichkeit in Kirgisistan, machte aber die „Rückkehr auf den Weg der Rechtmäßigkeit“ zur Voraussetzung für seinen Rücktritt. Wenige Stunden nach dieser Ankündigung dementierte Dscheenbekow wiederum seine Absicht, zurücktreten zu wollen, und verhängte stattdessen den Ausnahmezustand in Bischkek. Dieser galt vom Abend des 9. Oktobers bis zum Morgen des 21. Oktobers und implizierte die Einführung einer Ausgangssperre, den Einsatz der Kirgisischen Streitkräfte in Bischkek, eine verstärkte staatliche Kontrolle über Medien und Kommunikation und ein Verbot von Massenveranstaltungen. Etwa zeitgleich zur Verhängung des Ausnahmezustandes kam es auf dem Ala-Too-Platz zu gewaltsamen Zusammenstößen zwischen Unterstützern des vorläufigen Premierministers Dschaparow auf der einen Seite und Unterstützern des ehemaligen Präsidenten Atambajew sowie des ehemaligen Präsidentschaftskandidaten und Respublika-Vorsitzenden Ömürbek Babanow auf der anderen Seite, vereinzelt fielen dabei Schüsse und Menschen wurden verletzt. Auch auf das Fahrzeug von Atambajew wurde geschossen, dieser konnte den Ort der Auseinandersetzungen aber unversehrt verlassen. Dem Konflikt vorausgegangen war die Auflösung des Koordinierungsrates, der maßgeblich für die Zusammenarbeit der Oppositionsparteien verantwortlich war. Daraufhin bildeten sich kleinere Bündnisse, unter anderem verabschiedeten führende Politiker der Parteien Respublika, Ata Meken, Bir Bol und Reforma eine gemeinsame Erklärung unter dem Titel Die letzte Hoffnung, in der sie die Einsetzung Babanows als Interims-Premierminister forderten. Diese Forderung wurde auch vom einflussreichen Ex-Präsidenten Atambajew mitgetragen, von den Anhängern Dschaparows allerdings abgelehnt. Die gewaltsamen Konflikte innerhalb der Opposition bedeuteten das Scheitern der Bemühungen um eine Zusammenarbeit der zahlreichen Oppositionsparteien und damit den Eintritt in eine neue Phase der politischen Krise in Kirgisistan, da sich diese nun nicht mehr auf einen Konflikt zwischen regierungsfreundlichen und oppositionellen Gruppen beschränkte, sondern in Konflikte zwischen vielen rivalisierenden Akteuren zerfiel.

### Bemühungen um die Wiederherstellung von Stabilität

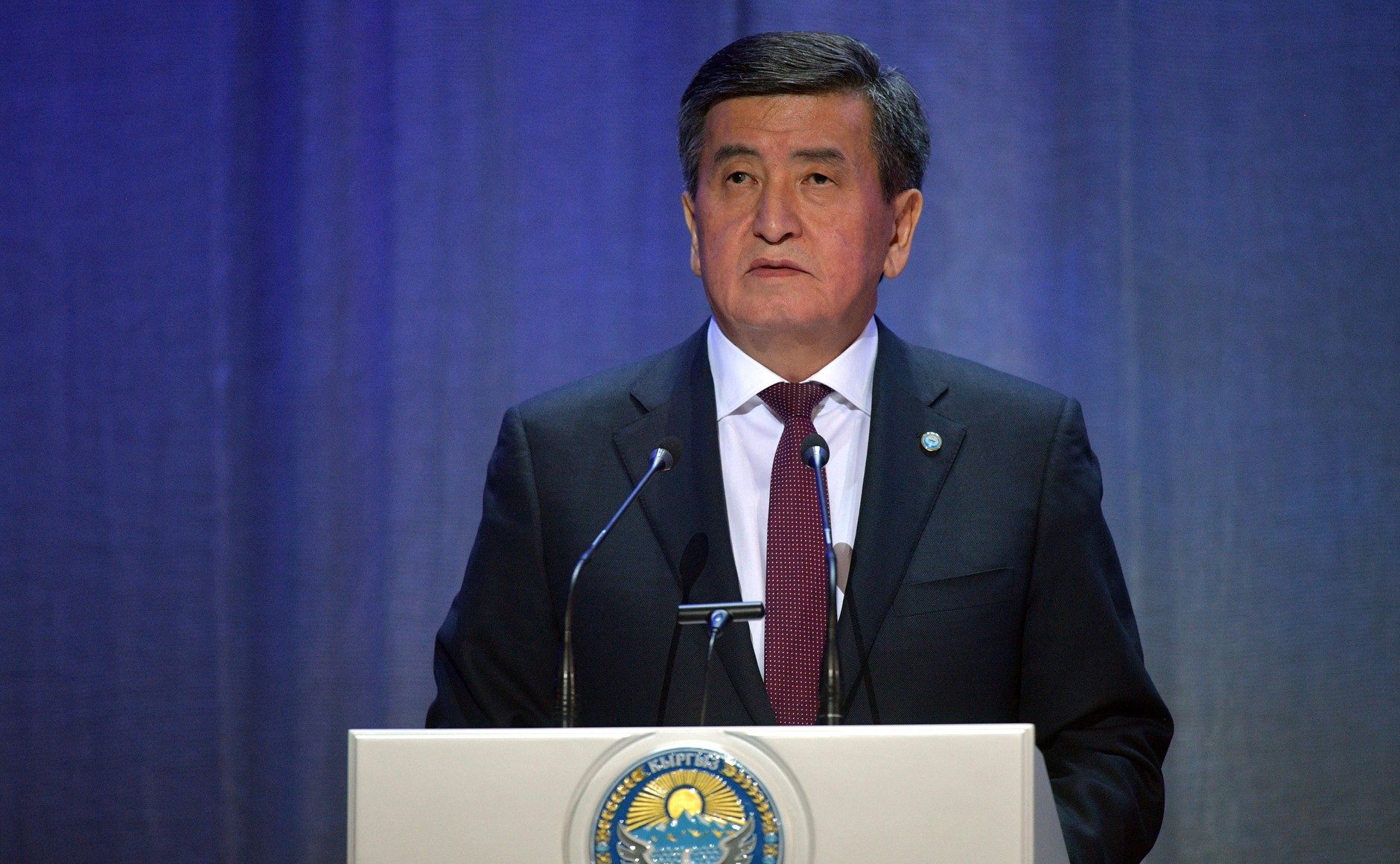
Der damalige kirgisische Präsident Sooronbai Dscheenbekow (Februar 2020)

Nach den Ausschreitungen in der Woche nach den Parlamentswahlen gab es zunehmend Bemühungen zur Wiederherstellung von Stabilität in Kirgisistan. In der Hauptstadt Bischkek unterstützten nach Angaben des stellvertretenden Bürgermeisters mehr als 10.000 Bürger als freiwillige Wachleute die Sicherheitskräfte. Im Fokus standen dabei die Verhinderung von Plünderungen und weiteren Ausschreitungen sowie der Schutz strategisch wichtiger Gebäude. Seitens der Zentralen Wahlkommission wurde am 9. Oktober bekanntgegeben, dass bis zum 6. November ein Termin für die Abhaltung von Neuwahlen festgelegt werden solle. Die Kommission empfahl außerdem die Senkung der 7-Prozent-Hürde, um eine bessere Repräsentation der politischen Gruppen im Parlament zu ermöglichen. Am 10. Oktober 2020 kamen circa 50 Abgeordnete in der Residenz des Präsidenten nahe Bischkek zusammen und wählten Dschaparow wiederholt zum Premierminister. Die Zahl der anwesenden Abgeordneten lag dabei unter dem nötigen Quorum von 61 Abgeordneten, das einer absoluten Mehrheit im kirgisischen Parlament entspricht. Unterstützer Dschaparows erklärten die Wahl trotzdem für rechtmäßig, da weitere Abgeordnete durch Bevollmächtigte ihre Zustimmung für den Kandidaten zum Ausdruck gebracht hätten. Diese Argumentation wurde von kirgisischen Politikern und Juristen angezweifelt, die ehemalige stellvertretende Parlamentssprecherin Aida Kassymalijewa bezeichnete die Wahl als „illegal“ und auch der ehemalige Premierminister Felix Kulow bestritt die Rechtmäßigkeit der Wahl, da die Abgeordneten bei der Wahl des Premierministers physisch zusammenkommen müssten. Zudem widersprach die Wahl Dschaparows einer Entscheidung des Obersten Gerichtshofs, der am 9. Oktober geurteilt hatte, dass die Verurteilung Dschaparows wegen Geiselnahme rechtmäßig sei und dieser damit nicht befugt sei, ein Regierungsamt auszuüben.

Ungeachtet dieser Zweifel an der Legitimität seiner Wahl nahm Dschaparow die Regierungsgeschäfte auf und stellte einen 10-Punkte-Plan vor, der unter anderem die Wiederherstellung der Stabilität, die Bekämpfung der Korruption und den Schutz von Investoren und Unternehmen zum Ziel hatte. Außerdem forderte er eine weitreichende Verfassungsreform, die unter anderem die Umstellung vom geltenden Verhältniswahlrecht auf ein Mehrheitswahlrecht bei Parlamentswahlen beinhalten soll. In seiner Antrittsrede äußerte er außerdem die Erwartung, dass Präsident Dscheenbekow innerhalb von zwei bis drei Tagen zurücktreten werde, dies habe Dscheenbekow ihm in einem Gespräch versichert. Viele Minister der zurückgetretenen Regierung von Premierminister Boronow blieben im Kabinett Dschaparow vorerst im Amt. Während Dschaparow nach seiner Befreiung aus der Haft vorerst nicht wieder inhaftiert wurde, kam es am 10. Oktober zur erneuten Verhaftung Almasbek Atamabajews. Dieser war am 5. Oktober von Anhängern aus der Untersuchungshaft in Bischkek befreit worden und hatte daraufhin mit seinen Anhängern an Demonstrationen auf dem Ala-Too-Platz teilgenommen. Als Grund für die Festnahme wurde die Organisation von Massenunruhen in Bischkek genannt. Am 12. Oktober unterzeichnete Präsident Dscheenbekow erneut ein Dekret zur Verhängung des Ausnahmezustandes, der vom 12. bis zum 19. Oktober in Bischkek gelten sollte. Dieser Schritt wurde nötig, nachdem der am 9. Oktober verhängte Ausnahmezustand nicht die notwendige Zustimmung im Parlament gefunden hatte. Nach der umstrittenen Wahl vom 10. Oktober war Dschaparow bemüht, seine Stellung als Premierminister zu stabilisieren. Dazu trug eine weitere Abstimmung im kirgisischen Parlament in Gegenwart von 80 Abgeordneten bei, bei der Dschaparow die Unterstützung der Regierungskoalition bekam und auf diese Weise die nötige absolute Mehrheit der 120 Abgeordneten im Parlament auf sich vereinen konnte. Präsident Dscheenbekow erkannt die Wahl Dschaparows an und ernannte diesen formal zum neuen Premierminister Kirgisistans.

### Rücktritt des Präsidenten

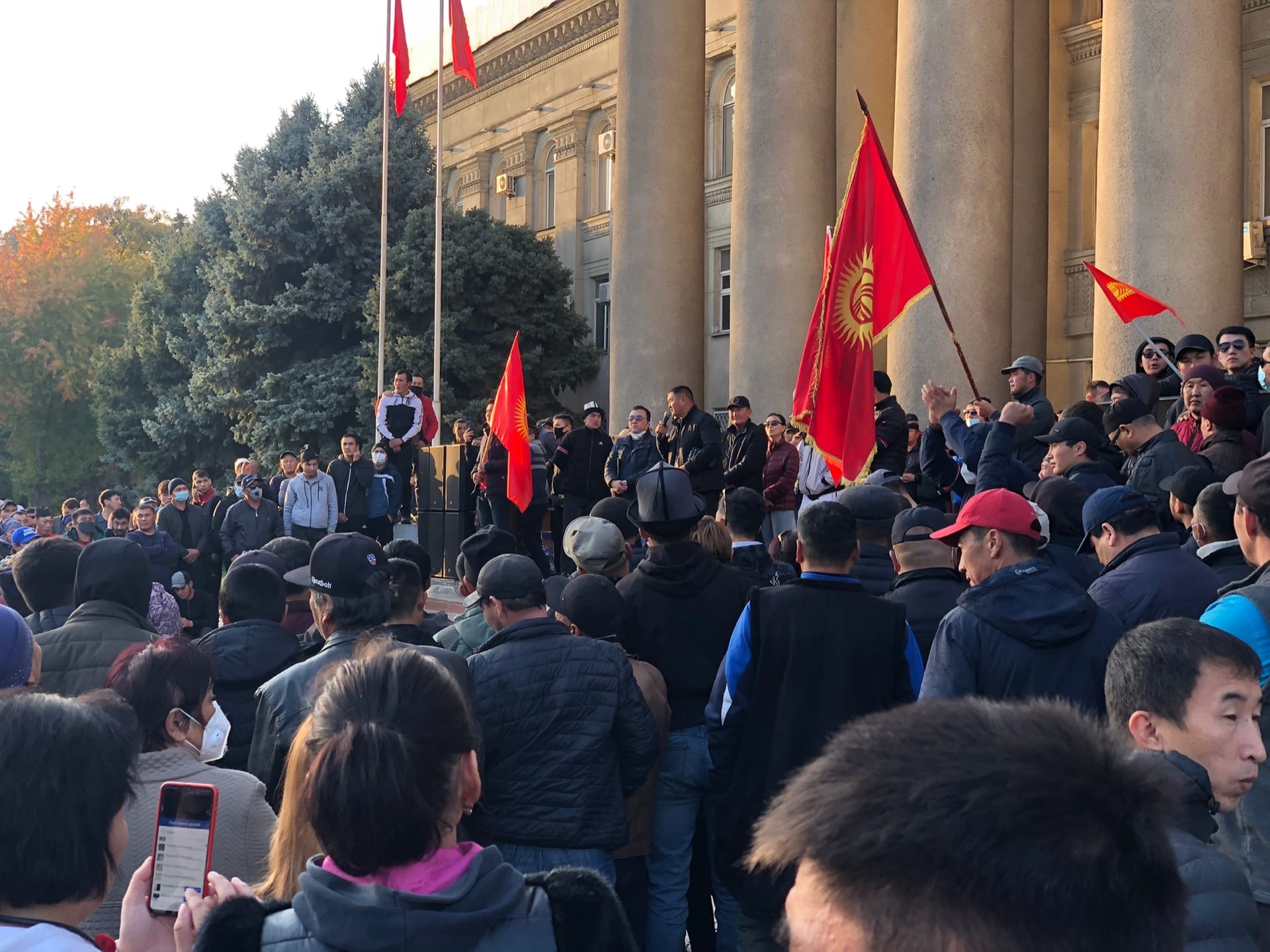
Unterstützer Dschaparows protestieren am 14. Oktober in Bischkek

Nach der Ernennung Dschaparows zum Premierminister forderte dieser nachdrücklich den Rücktritt von Präsident Dscheenbekow, da dieser bereits am 9. Oktober angekündigt hatte, nach der Bildung einer neuen Regierung sein Amt zur Verfügung stellen zu wollen. Am 14. und 15. Oktober kam es in Bischkek zu Demonstrationen von Unterstützen Dschaparows, die den sofortigen Rücktritt des Präsidenten forderten und mit einem Sturm auf die Residenz des Präsidenten drohten. Unter diesem Druck trat Dscheenbekow am 15. Oktober 2020 schließlich vom Amt des Präsidenten zurück. Er begründete diesen Schritt damit, dass für ihn „Frieden in Kirgisistan, die Integrität des Landes, die Einheit des Volkes und Ruhe in der Bevölkerung über alles andere gehen“, er wolle nicht als ein „Präsident in die Geschichte Kirgisistans eingehen, der Blut vergießt und auf seine eigenen Mitbürger schießt“. Die kommissarische Nachfolge des Präsidenten übernimmt gemäß der kirgisischen Verfassung der Parlamentssprecher. Dieses Amt hat seit dem 14. Oktober 2020 Kanatbek Issajew, Parteivorsitzender der Kirgisistan-Partei, inne. Am Abend des 15. Oktobers gab dieser bekannt, auf das Amt des Präsidenten zu verzichten, was damit gemäß der Verfassung kommissarisch auf Dschaparow überging. Dieser vereinte dadurch als amtierender Premierminister und kommissarischer Präsident eine große Machtfülle auf sich. Bei der ersten Parlamentssitzung nach dem Rücktritt des Präsidenten kündigte Dschaparow Präsidentschaftswahlen bis zum 10. Januar und die baldige Abhaltung von Parlamentswahlen an.

## Politische Entwicklung nach den Protesten
Mit dem Rücktritt von Präsident Dscheenbekow wurde eine zentrale Forderung der Protestierenden erfüllt, woraufhin die Massenproteste in der Hauptstadt Bischkek an Zugkraft verloren und schließlich endeten. Ein zentrales Ergebnis der Proteste und der politischen Krise war die Beendigung der Dominanz der SDPK in der kirgisischen Politik durch den Rücktritt der sozialdemokratisch geführten Regierung und von Präsident Dscheenbekow. Die weitere politische Entwicklung wurde stattdessen von Sadyr Dschaparow geprägt, der nach Ende der Proteste seine Position festigte. Am 14. November trat Dschaparow von seinen Ämtern als Premierminister und des kommissarischer Präsident zurück, um seine Kandidatur bei der Präsidentschaftswahl vorzubereiten. Als kommissarischer Nachfolger Dschaparows wurde Talant Mamytow Präsident und Artjom Nowikow Premierminister; beide gelten als politische Unterstützer Dschaparows. Die Präsidentschaftswahl 2021 gewann Dschaparow erwartungsgemäß deutlich im ersten Wahlgang und wurde somit zum neuen Präsidenten der Kirgisischen Republik gewählt. Parallel zur Präsidentschaftswahl wurde zudem der erste Wahlgang des Verfassungsreferendums in Kirgisistan 2021 abgehalten, der eine deutliche Zustimmung für die von Dschaparow vorgeschlagene Rückkehr zu einem präsidentiellen Regierungssystem ergab. In einem zweiten Wahlgang am 11. April 2021 wurde ein von Dschaparow unterstützter Entwurf für eine neue Verfassung von den wahlberechtigten Kirgisen angenommen. Mit der Unterzeichnung der neuen kirgisischen Verfassung am 5. Mai 2021 erreichte der politische Reformprozess unter Dschaparow seinen vorläufigen Höhepunkt.

## Internationale Reaktionen
Die Wahlbeobachter der Organisation für Sicherheit und Zusammenarbeit in Europa (OSZE) lobten die Wahl in einer ersten Stellungnahme am Tag nach der Wahl als generell gut organisiert und frei, wobei sie den lebhaften Wahlkampf und das kirgisische Wahlrecht als Basis für die Demokratie im Land positiv hervorhoben. Gleichzeitig verwiesen sie auf den glaubhaften Vorwurf des Stimmenkaufs, der Anlass für ernsthafte Bedenken hinsichtlich des Wahlergebnisses gebe. Auch eine Reihe von zivilgesellschaftlichen Organisationen, internationalen Beobachtern und politischen Parteien, einschließlich der Parteien, die gemäß dem vorläufigen Wahlergebnis im nächsten Parlament vertreten gewesen wären, äußerten Bedenken hinsichtlich der gemeldeten Unregelmäßigkeiten.

### Europäische Union
Während der politischen Krise nach der Wahl zeigten sich die meisten ausländischen Beobachter besorgt. In einer Pressemitteilung der Europäischen Union wurden die Verantwortlichen in Kirgisistan aufgefordert, einen Dialog zu führen und im Rahmen der Verfassung eine dauerhafte Lösung zu finden sowie Neuwahlen abzuhalten. Des Weiteren wurde in der Mitteilung die Rolle des damaligen Präsidenten Dscheenbekow als zentrale und legitimierte politische Figur in Kirgisistan betont, hinsichtlich der umstrittenen Wahl Dschaparows zum Premierminister vom 10. Oktober forderte die EU die Aufklärung möglicher Verfahrensfehler. Zudem stellte die EU die finanzielle Unterstützung der kirgisischen Regierung zur Förderung der Digitalisierung in einem Volumen von sechs Millionen € ein und kündigte an, nur mit einer demokratisch legitimierten Regierung nach der Durchführung einer Parlamentswahl über weitere finanzielle Hilfen für Kirgisistan zu verhandeln.

### Vereinigte Staaten
Seitens der Botschaft der Vereinigten Staaten wurde in einer Erklärung vom 13. Oktober mit Verweis auf den Stimmenkauf bei der Wahl, die gewaltsamen Zusammenstöße auf dem Ala-Too-Platz und die umstrittene Wahl Dschaparows zum Premierminister vor der Einflussnahme durch Gruppen des organisierten Verbrechens auf die Politik und die Abhaltung von Wahlen gewarnt. Auch die Vereinigten Staaten drückten zu diesem Zeitpunkt ihre Unterstützung für Sooronbai Dscheenbekow als legitimes Staatsoberhaupt der Kirgisischen Republik aus.

### Russland
Die russische Regierung entsandte den stellvertretenden Stabschef Dmitry Kozak am 12. Oktober nach Bischkek, wo dieser unter anderem mit Dscheenbekow und Dschaparow zusammenkam. Auch Russland unterstützte während der Unruhen den amtierenden Präsidenten und setzte sich für dessen Verbleib im Amt ein. Nach dem Rücktritt Dscheenbekows stellte das russische Finanzministerium die Auszahlung finanzieller Hilfen für Kirgisistan auf unbestimmte Zeit ein und stoppte die Auszahlung eines vereinbarten Kredits über 100 Millionen US-$ im Rahmen der Zusammenarbeit in der Eurasischen Wirtschaftsunion.

### Volksrepublik China
Eine Sprecherin des Außenministeriums der Volksrepublik China äußerte sich nach der Wahl besorgt hinsichtlich der Situation in Kirgisistan und forderte die Beteiligten auf, schnellstmöglich die Stabilität im Land wiederherzustellen. Die chinesisch-kirgisischen Beziehungen erlebten in den Tagen nach der Wahl eine spürbare Abkühlung, da es in mehreren Fällen zu gewaltsamen Ausschreitungen gegenüber Chinesen und chinesischen Unternehmen kam. Die chinesische Botschafterin in Kirgisistan, Du Dewen, äußerte die Hoffnung, dass die Stabilität im Land erhalten werden und seine soziale und wirtschaftliche Entwicklung fortgesetzt werden könne. Gleichzeitig zeigte sie sich besorgt hinsichtlich der Situation der Chinesen in Kirgisistan und forderte die kirgisische Regierung auf, die Sicherheit und die legitimen Interessen der Chinesen zu schützen.